# 西藏铁线莲
西藏铁线莲（学名：Clematis tenuifolia）为毛茛科铁线莲属下的一个种。

## 扩展阅读
維基物種上的相關：西藏铁线莲